# Woronowe
Woronowe (ukrainisch Воронове; russisch Вороново/Woronowo) ist eine Siedlung städtischen Typs im Westen der ukrainischen Oblast Luhansk mit etwa 800 Einwohnern.
Woronowe wurde 1730 als Chutor Woronow von Siedlern aus den Gouvernementen Tambow und Orjol gegründet und wurde 1958 zu einer Siedlung städtischen Typ erhoben, die Oblasthauptstadt Luhansk befindet sich 65 Kilometer südöstlich des Ortes. Im Ort gibt es eine Fabrik für die Produktion von Suppe und Fleischprodukten.
Am 12. Juni 2020 wurde die Siedlung ein Teil der neugegründeten Stadtgemeinde Sjewjerodonezk (8 Kilometer nordwestlich gelegen), bis dahin war sie ein Teil der Siedlungsratsgemeinde Syrotyne (4 Kilometer nordwestlich gelegen) welche wiederum ein Teil der Stadtratsgemeinde Sjewjerodonezk war die direkt unter Oblastverwaltung stand und im Norden des ihn umschließenden Rajons Popasna lag.
Seit dem 17. Juli 2020 ist sie ein Teil des Rajons Sjewjerodonezk.